# Biserica Greco-Catolică din Slovacia

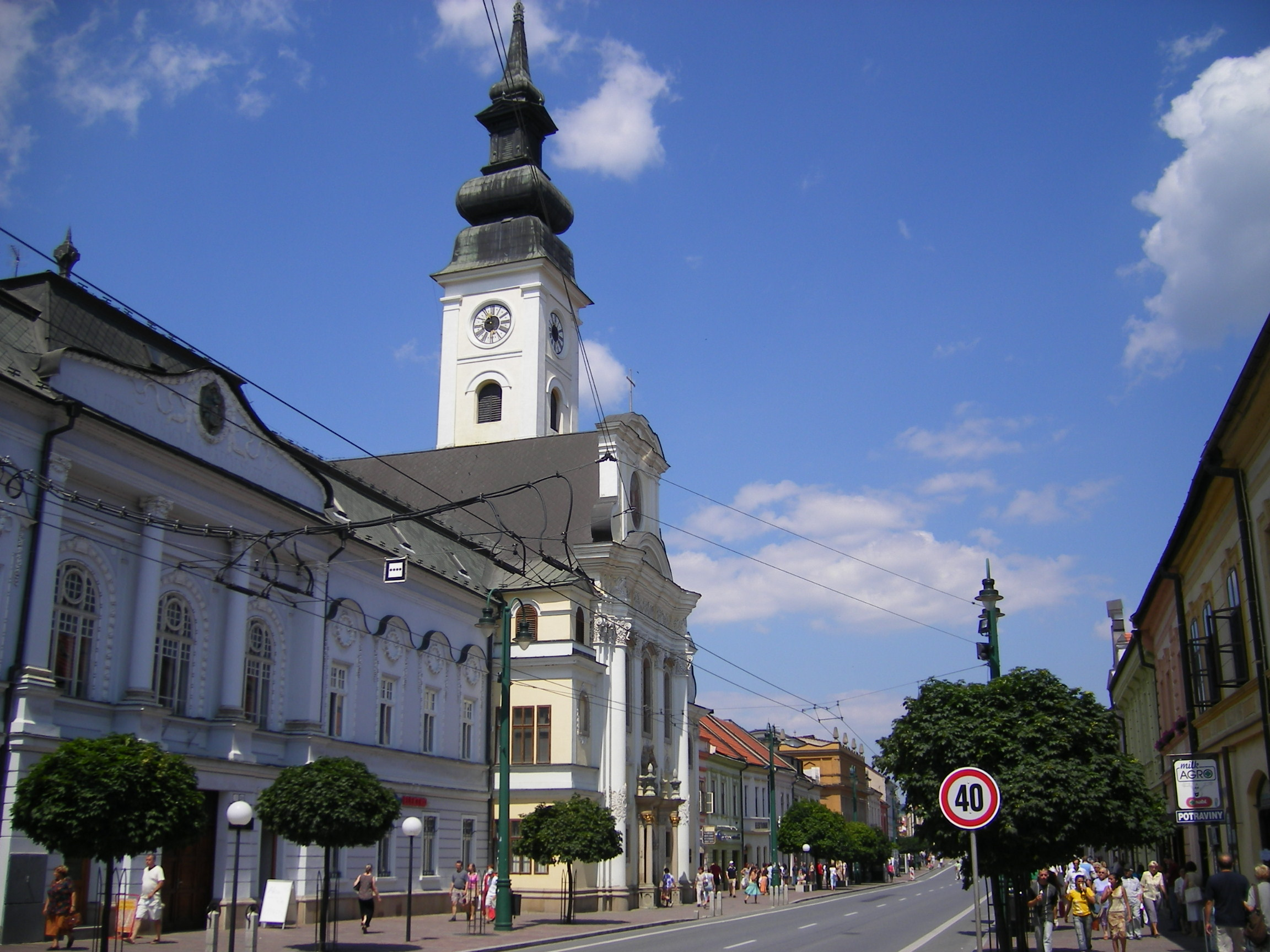
Catedrala Sfântul Ioan Botezătorul din Prešov

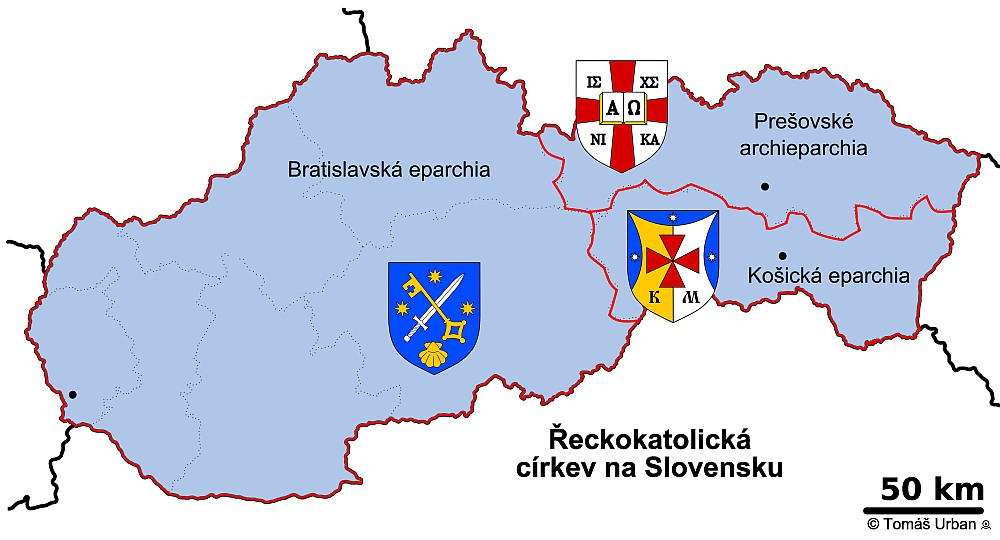
Organizarea Bisericii Greco-Catolice din Slovacia

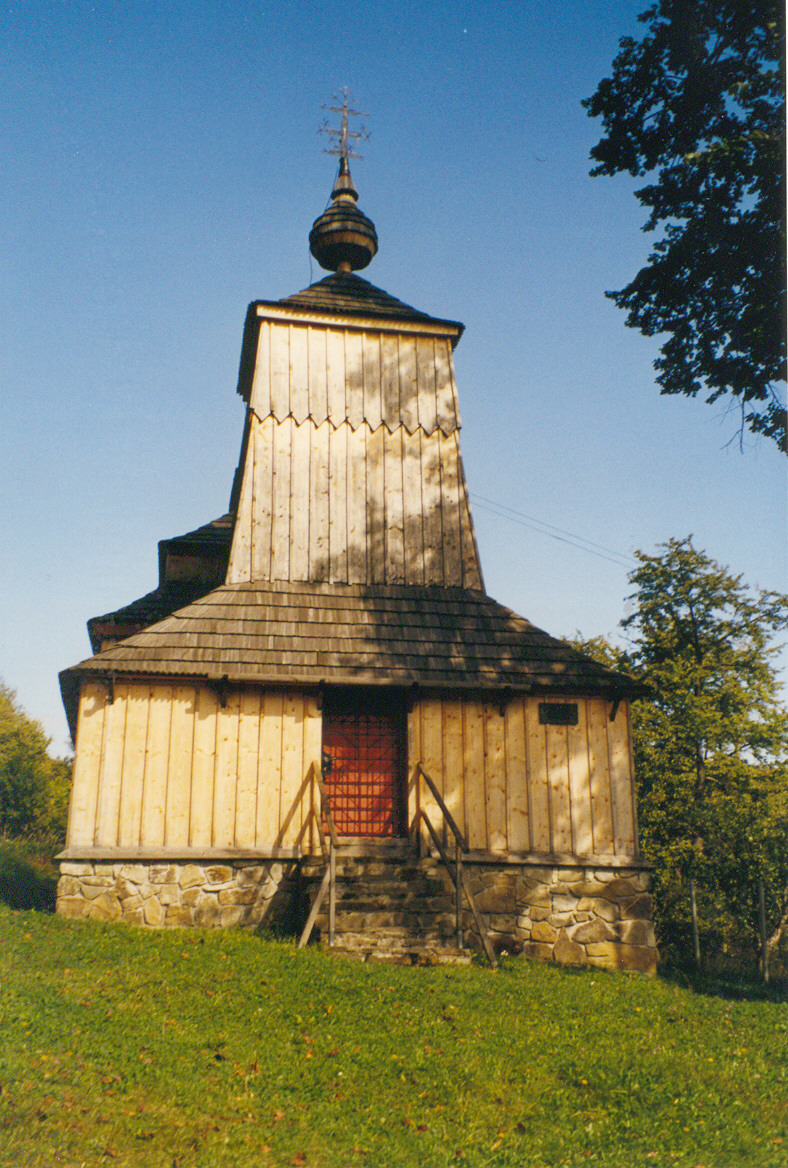
Biserica greco-catolică Sf. Mihail din Prikra (1777)

Biserica Greco-Catolică din Slovacia este una din bisericile catolice de rit bizantin, organizată pe teritoriul Slovaciei într-o arhiepiscopie cu sediul la Prešov, respectiv o episcopie cu sediul la Kosice și una cu sediul la Bratislava.
Din anul 2023 întâistătătorul Bisericii Greco-Catolice din Slovacia este arhiepiscopul Jonáš Maxim⁠(en)[traduceți], anterior călugăr studit la Univ.
La recensământul din 2001 au fost înregistrați în Slovacia 219.831 de greco-catolici, reprezentând 4,1% din totalul populației.

## Istoric
În anul 1787 a fost înființat la Košice un vicariat greco-catolic, care a fost transferat în 1792 la Prešov. Ca urmare a demersurilor întreprinse de împăratul Francisc I, vicariatul din Prešov a fost ridicat în anul 1816 la rangul de episcopie. Sfântul Scaun a confirmat oficial, în data de 22 septembrie 1818, prima episcopie greco-catolică de pe teritoriul de azi al Slovaciei.
Episcopia de Prešov a făcut parte inițial din Biserica Greco-Catolică Ruteană, unită cu Roma în anul 1646, prin Sinodul de la Uzhorod (eparhiile acesteia, cu excepția celor de peste ocean, fac parte în prezent din Biserica Greco-Catolică Ucraineană, unită cu Roma în 1596, prin Sinodul de la Brest).
După cel de-al Doilea Război Mondial, la îndemnul lui Stalin, așa cum se întâmplase cu Biserica Greco-Catolică Ucraineană, în 1945 și cu Biserica Română Unită cu Roma, Greco-Catolică, în 1948, în aprilie 1950, un „sinod”, a fost convocat la Prešov, la care cinci preoți și un număr de laici au semnat un document care declară că unirea cu Roma a fost desființată și prin care cer să fie primiți sub jurisdicția Patriarhiei ortodoxe a Moscovei, iar mai târziu, în Biserica Ortodoxă din Cehoslovacia. Episcopul greco-catolic Pavol Peter Gojdič de Prešov și episcopul auxiliar Vasile Hopko au fost închiși, iar episcopul Gojdič a murit în închisoare în 1960.
În timpul Primăverii de la Praga, în 1968, parohiilor greco-catolice le-a fost permisă restabilirea comuniunii cu Roma. Din cele 292 de parohii în cauză, 205 au votat în favoarea reactivării Bisericii Greco-Catolice. Aceasta a fost una dintre puținele reforme ale lui Alexander Dubček care au fost menținute după invazia sovietică a Cehoslovaciei din luna august a aceluiași an. Cu toate acestea, cele mai multe clădiri ale greco-catolicilor lor a rămas în posesia Bisericii Ortodoxe.
După ce comunismul a fost răsturnat în Revoluția de Catifea din 1989, cele mai multe din proprietățile Bisericii au fost retrocedate Bisericii Greco-Catolice Slovace în 1993, la un an după dizolvarea Cehoslovaciei în Republica Cehă și Slovacia. Pentru greco-catolicii din Republica Cehă a fost creat un vicariat apostolic separat, ridicat în 1996 la rang de exarhat, parte din Biserica Greco-Catolică Ruteană.
La 30 ianuarie 2008 Eparhia de Prešov a fost ridicată la rangul de arhiepiscopie. Primul ei arhiepiscop și mitropolit a fost Ján Babjak (până în 2022).